# Romodanovo
Romodanovo (en russe : Ромода́ново) est une bourgade de la République de Mordovie en Russie. C'est le siège administratif du raïon de Romodanovo et de l'établissement rural du même nom.

## Géographie
La localité se trouve à 30 km à vol d'oiseau au nord-ouest de la capitale de la Mordovie, Saransk, sur les deux rives de l'Insar (affluent gauche de l'Alatyr).

## Histoire
Romodanovo a été fondé dans la première moitié du XVIe siècle et est documenté sous son nom actuel depuis 1622. Son nom est dû à la famille noble Romodanovski. Le village appartient à partir de 1780 à l'ouïezd de Chichkeïevo de la province de Penza supprimée en 1797, puis au gouvernement de Simbirsk pendant une courte période. Avec la formation du gouvernement de Penza en 1801, Romodanovo fait partie de l'ouïezd de Saransk. Le village se distingue comme siège d'une volost et vit de commerce et de son marché. Avec la construction de la gare sur la ligne Moscou-Riazan-Kazan dans les années 1890, et en 1903 sur un prolongement vers Nijni Novgorod, le village prend un essor économique.
Dans les années 1920, la gare et le faubourg alentour prennent le nom de Krasny Ouzel (ru) (Nœud Rouge); mais le village garde son nom d'origine. Il devient en 1928 le siège administratif du nouveau raïon de Romodanovo. Le kolkhoze « Douzième Anniversaire de la Révolution » est formé en 1929. Le 6 septembre 1958, le village, le faubourg de la gare Krasny Ouzel et le quartier de la station des machines et tracteurs, ainsi que le petit village de Torbeïevka sont regroupés dans la nouvelle commune urbaine de Romodanovo. Elle est rétrogradée au statut de localité de type rural en 2013. 

### Population
| Année | Habitants |
| ----- | --------- |
| 1897  | 1549      |
| 1939  | 2926      |
| 1959  | 7045      |
| 1970  | 10432     |
| 1979  | 9292      |
| 1989  | 10083     |
| 2002  | 9871      |
| 2010  | 9410      |
| 2018  | 8868      |
| 2021  | 9139      |

## Transport
Le nœud ferroviaire Krasny Ouzel se trouve à Romodanovo. Il se trouve au kilomètre 57 de la ligne Rouzaïevka-Kanach, et à partir duquel une ligne se dirige vers Arzamas, puis Nijni Novgorod.
La route régionale 89K-12 s'étend à l'ouest de la bourgade, atteignant Saransk et les raïons plus au nord de Kemlia (ru) et de Bolchoïe Ignatovo. En direction du sud-est, l'on trouve une route locale de 15 km qui rejoint la route fédérale R178 Saransk-Oulianovsk et plus loin Samara.

## Enseignement et culture
Romodanovo possède trois écoles secondaires moyennes, une école d'art, un établissement d'enseignement technique, une bibliothèque enfantine d'arrondissement, de deux hôpitaux, d'une polyclinique, d'une maison de la culture, d'un cinéma. Le village dispose aussi d'un musée d'histoire locale, d'un parc de loisir et de repos (parc Filatov), d'un monument aux morts de la Grande Guerre patriotique, d'une statue de Lénine et du komsomol I. T. Kireïev.

## Religion
La bourgade de Romodanovo dispose d'une église orthodoxe dédiée à Notre-Dame de Kazan dépendant de l'éparchie de Saransk. 